# Đuka Čaić
Đuka Čaić (Čakovec, 5. svibnja 1956.) hrvatski je glazbenik. Široj javnosti poznat je kao izvođač pjesme "Hrvatine", jedne od prvih budnica snimljenih početkom Domovinskog rata.

## Životopis
Već u djetinjstvu učio je pjevanje i sviranje. Za vrijeme studiranja na Muzičkoj akademiji u Zagrebu, položio je audiciju kazališta Komedija u kojem je djelovao 20 godina. Prvi glazbeni nastup ostvario je na festivalu Kajkavske popevke 1982. Tom prilikom nagrađen je Grand Prixom, prvom nagradom publike, prvom nagradom stručnog suda, te nagradom za najboljeg debitanta. Zapaženo je sudjelovao i na drugim domaćim i inozemnim festivalima.

## Diskografija

### Studijski albumi
- Dome moj ‎(s tamburaškim orkestrom "Ex Panonia"), 1985.
- Evo me moj anđele, 1986.
- Križni put, 1990.
- Hrvatine, 1991.
- Zapalit ću svijeću, 2004.